# Mychajło Daniłenko
Mychajło Wasylowycz Daniłenko (ukr. Михайло Васильович Даніленко; ros. Михаил Васильевич Даниленко, Michaił Wasiljewicz Danilenko; ur. 10 sierpnia 1918 we wsi Nowo-Sibirsk obecnie w rejonie gajskim w obwodzie orenburskim, zm. 17 listopada 2002 we Lwowie) – radziecki chirurg, Bohater Pracy Socjalistycznej (1978).

## Życiorys
Urodził się w ukraińskiej rodzinie chłopskiej. Wychowywał się w domu dziecka. Po ukończeniu szkoły średniej studiował w Rostowskim Instytucie Medycznym, po czwartym semestrze został przeniesiony do Charkowa, a w 1941 do Saratowa, gdzie pod koniec 1941 ukończył studia na Wydziale Wojskowo-Medycznym Instytutu Medycznego. Na froncie wojny z Niemcami dowodził samodzielną kompanią sanitarną jako lekarz wojskowy III rangi. Operował na Froncie Kalinińskim, Północno-Zachodnim i 1 Nadbałtyckim. Wykonał łącznie ok. 7 tysięcy operacji. Był dwukrotnie ranny. Po wojnie do 1947 pracował jako szef zarządu szpitali i później główny lekarz obwodowego szpitala w Winnicy. W 1950 został kierownikiem obwodowego oddziału ochrony zdrowia w Winnicy, 1953-1955 był doradcą ministra ochrony zdrowia Korei Północnej, po powrocie do ZSRR pracował w Winnickim Instytucie Medycznym. W 1958 obronił pracę doktorską, w 1960 został profesorem i kierownikiem katedry chirurgii szpitalnej w Winnickim Instytucie Medycznym. Od 1964 był rektorem Lwowskiego Instytutu Medycznego, gdzie w 1965 z jego inicjatywy powstała katedra chirurgii klatki piersiowej i stała się jednym z centrów chirurgii sercowo-naczyniowej w Ukraińskiej SRR. Opublikował ponad 250 prac naukowych. Był członkiem korespondentem Rosyjskiej Akademii Nauk Medycznych oraz członkiem korespondentem Narodowej Akademii Nauk Ukrainy, a także członkiem zarządu Wszechzwiązkowego Naukowego Stowarzyszenia Chirurgów i członkiem prezydium towarzystwa chirurgów Ukraińskiej SRR.

## Odznaczenia i nagrody
- Medal Sierp i Młot Bohatera Pracy Socjalistycznej (9 sierpnia 1978)
- Order Lenina (dwukrotnie, 2 grudnia 1966 i 9 sierpnia 1978)
- Order Wojny Ojczyźnianej II klasy (dwukrotnie, 17 sierpnia 1944 i 11 marca 1985)
- Order Czerwonego Sztandaru Pracy (20 lipca 1971)
- Order Czerwonej Gwiazdy (3 lutego 1943)
- Order Flagi Narodowej II klasy (Korea Północna)

I medale.